# Marlain Angelidou
Marlain Angelidou (in lingua greca: Μαρλαίν Αγγελίδου, nata Marlen Angelidī e conosciuta anche come Marlen Angelidou o semplicemente come Marlain; Atene, 6 settembre 1978) è una cantante greca con doppia cittadinanza britannica.
Ha rappresentato Cipro all'Eurovision Song Contest 1999 con il brano Tha 'nai erōtas.

## Biografia
Nata nella capitale greca da padre cipriota e madre greco-scozzese, per via del lavoro di suo padre presso una multinazionale Marlain Angelidou ha trascorso l'infanzia fra Venezuela, Belgio e Cipro.
È salita alla ribalta con la sua partecipazione al programma di selezione per il rappresentante cipriota all'Eurovision, andato in onda l'8 febbraio 1999, dove una giuria ha scelto la sua Tha 'nai erōtas come vincitrice fra i nove partecipanti. Il successivo 29 maggio la cantante ha quindi partecipato all'Eurovision Song Contest a Gerusalemme, dove si è classificata al 22º posto su 23 partecipanti totalizzando 2 punti, entrambi provenienti dal televoto britannico. Ha tentato di rappresentare nuovamente l'isola nel 2008 con Rejection e nel 2009 con Mr Do Right One Night Stand, classificandosi rispettivamente 3ª e 7ª su dieci.
Nel 2003 ha preso parte alla versione greca del talent show Popstars, dove è stata scelta come una delle cinque componenti del girl group Hi-5. Ha pubblicato tre album con loro, fino allo scioglimento del complesso nel 2005.

## Discografia

### Singoli
- 1999 - Tha 'nai erōtas/In the Name of Love
- 2010 - Oh God Call/GTF Out of My Mind